# Alecko Eskandarian
Alecko Eskandarian (Montvale, Nueva Jersey, 9 de julio de 1982) es un exfutbolista estadounidense de origen armenio-iraní, cuyo último club fue Los Ángeles Galaxy de la Major League Soccer.
Es hijo del exseleccionado iraní Andranik Eskandarian, quien jugó profesionalmente para el New York Cosmos entre 1979 y 1984.

## Trayectoria

### Clubes juveniles
| Club                    | País           | Año       | PJ (G)  |
| ----------------------- | -------------- | --------- | ------- |
| Universidad de Virginia | Estados Unidos | 2000-2002 | 60 (50) |

### Clubes
| Club               | País           | Año        | PJ (G)  |
| ------------------ | -------------- | ---------- | ------- |
| D.C. United        | Estados Unidos | 2003-2006  | 81 (20) |
| Toronto FC         | Estados Unidos | 2007       | 6 (1)   |
| Real Salt Lake     | Estados Unidos | 2007-2008  | 17 (1)  |
| Chivas USA         | Estados Unidos | 2008-2009  | 18 (6)  |
| Los Ángeles Galaxy | Estados Unidos | 2009- 2010 | 3 (2)   |

- Datos: Q667070
- Multimedia: Alecko Eskandarian / Q667070